# Scania Fencer
Scania Fencer — городской автобус большой вместимости, серийно выпускаемый шведской компанией Scania AB с 2021 года с кузовом Higer Bus. Одноэтажная модель получила индекс F1, двухэтажная — F9, сочленённая — F18.

## История
Впервые автобус Scania Fencer был представлен в 2021 году. Он призван заменить предыдущие модели Scania OmniCity и Scania Citywide.
Серийное производство автобуса планируется с 2022 года. В первом квартале 2022 года был налажен выпуск автобуса Scania Fencer F1. Гибридные автобусы планируется производить с конца 2022 года.
С мая 2022 года производятся перронные автобусы.